# Unión General de Mujeres Palestinas
La Unión General de Mujeres Palestinas, الاتحاد العام للمرأة الفلسطينية (UGMP), es una organización palestina no gubernamental de carácter democrático popular, y una de las sedes de la OLP, fundada en Jerusalén en 1965. Su función es representar y defender los derechos de todas las mujeres palestinas tanto dentro de los territorios ocupados, como en los campos de refugiados y en las diásporas. Además, la UGMP prepara a las mujeres palestinas para que puedan formar parte de la lucha por la independencia nacional del pueblo palestino y la lucha por la realización de sus derechos y por la igualdad.

## Creación
Los primeros pasos para la creación de la organización se dieron en una reunión que tuvo lugar en Jerusalén en febrero de 1965, en la oficina de la Unión Árabe de Mujeres Palestinas (UAMP). Respondiendo al llamamiento de Zulayja Al-Shihabi, presidenta de la UAMP, varias mujeres procedentes de Jerusalén, Nablus, Belén, Al-Bireh, Tulkarem y Yenín asistieron a la reunión y fundaron un comité compuesto por delegadas de Jordania, Siria, Egipto, Gaza y Kuwait, con el objetivo de crear una federación que pudiera incluir representantes de los grupos de mujeres palestinas en el mundo árabe.  El resultado fue el Congreso celebrado entre el 15 y el 21 de julio de 1965 en Jerusalén, al que asistieron 139 participantes, y a través del cual se reuniría en una sola federación a todas las organizaciones de mujeres, la Unión General de Mujeres Palestinas.
El 20 de julio de 1965, el Congreso eligió un Consejo Administrativo responsable de las actividades diarias de la Unión, formado por: ‘Issam ‘Abdel Hadi, presidenta; Faridah Irshid, vicepresidenta; Samiha Qabj Jalil, secretaria; Amina Al-Huseini, secretaria de relaciones externas; Nuhayl ‘Owaydah, secretaria de relaciones internas; y Lidia Al-A’raj, tesorera.
La creación de la UGMP marcó un antes y un después en la evolución del movimiento de mujeres palestinas, ya que gracias a la organización se les permitió participar en las actividades políticas nacionales.

## Visión de la organización
La UGMP busca empoderar a las mujeres palestinas para que logren la igualdad de derechos, la igualdad de responsabilidades, formar parte de la toma de decisiones en todos los niveles, así como movilizarlas hacía la construcción de una sociedad justa, democrática y tolerante. Además, promueve la realización de los derechos nacionales del pueblo palestino: el derecho al retorno, la autodeterminación, y el establecimiento de un estado palestino soberano en los territorios nacionales palestinos, con Jerusalén como capital.

## Objetivos
Los objetivos de la organización que se recogen en su página web oficial son los siguientes:
- Movilizar a las mujeres para que formen parte de la lucha por el logro de los derechos nacionales del pueblo palestino, entre ellos el derecho al retorno, la autodeterminación y el establecimiento de un estado independiente con Jerusalén como capital.[4]
- Defender los derechos políticos, económicos y sociales, así como el derecho a la plena ciudadanía de las mujeres palestinas.[4]
- Trabajar para adoptar políticas y leyes que garanticen la protección de las mujeres y la eliminación de todas las formas de discriminación contra ellas[4]
- Empoderar a las mujeres palestinas en diversos campos e integrarlas en la fuerza del trabajo y otras actividades económicas.[4]
- Mejorar el papel y la posición de las mujeres palestinas en la sociedad y en puestos de toma de decisiones.[4]
- Organizar programas de educación básicas para mujeres analfabetas que les permitan elevar su nivel cultural y sanitario[4]

## Conferencias
Las conferencias de la UGMP desde su inauguración en 1965 fueron cinco:
- La primera conferencia: se celebró en Jerusalén entre el 15 y el 20 de julio de 1965 bajo el lema “Hacia la unión de las organizaciones de mujeres palestinas por la liberación de la patria usurpada”.[5] En dicha conferencia, se estableció la constitución de la UGMP formada por cinco capítulos. El capítulo uno presenta el nombre de la organización, su sede y sus objetivos.[1] El capítulo dos presenta los órganos constitucionales de la UGMP y sus funciones.[5] El capítulo tres presenta el sistema de membresía y sus condiciones.[5] El capítulo cuatro presenta los artículos sindicales y el sistema de control financiero de la UGMP. Finalmente, el capítulo cinco presenta reglamentos generales de la organización.[5]
- La segunda conferencia: se celebró en el mercado occidental del Líbano, entre el 5 y el 8 de agosto de 1974 bajo el lema “Organizar los esfuerzos de las mujeres palestinas como pilar de la lucha por la liberación".[6] Participaron en esta conferencia delegaciones de 35 países y organizaciones árabes e internacionales. La conferencia repasó la realidad palestina en todos sus aspectos: políticos, económicos, culturales, sociales, financieros y mediáticos.[6] Además, destacó el papel de la mujer palestina como pilar fundamental de la lucha del pueblo palestino, y subrayó su igualdad de derechos y obligaciones con las del hombre.[6]
- La tercera conferencia: se celebró en Beirut, durante el periodo comprendido entre el 25 y el 29 de febrero de 1980 bajo el lema “"Hacia la participación efectiva de las mujeres palestinas en la lucha por la liberación de su patria" [7]
- La cuarta conferencia: se celebró en Túnez, veinte años después de su establecimiento, durante el período comprendido entre el 20/4 y el 5/5/ de 1985 bajo el lema "Fortalecer la unidad de lucha del movimiento de mujeres palestinas".[8] Esta conferencia destaca en primer lugar el rechazo a todo lo que amenace la unidad de la organización, en el contexto de crear alternativas a ella, especialmente el llamado (Frente de Salvación) que intenta dividir el sindicato y acabar con el movimiento de mujeres palestinas.[8] En segundo lugar, enfatiza el apoyo al pueblo palestino en las tierras ocupadas y la importancia de trabajar para reconstruir el frente nacional.[8] También subraya la necesidad de desarrollar formas de acción militar y escalar la lucha armada palestina por la liberación de todo el territorio palestino.[8] Además, resalta la necesidad de luchar por defender al pueblo palestino en el Líbano y brindar todas las formas de apoyo a los campamentos, a través del fortalecimiento de sus bases, la defensa de su derecho a la autogestión y el fortalecimiento de las relaciones militantes con las fuerzas nacionales libanesas para resistir la ocupación sionista.[8] Por otra parte, sostiene establecer la posición y el papel de la UGMP a nivel arabo-nacional, así como las relaciones palestino-árabes en base al respeto de la decisión nacional palestina, de su unicidad en la representación del pueblo palestino y su derecho a practicar su lucha armada en todos los frentes árabes.[8] Asimismo enfatiza la necesidad de detener la guerra entre Irak e Irán para preservar los recursos naturales y humanos. La conferencia también condena el desplazamiento de los judíos a Palestina.[8] En octavo lugar destaca la relación de solidaridad entre La Organización de Liberación de Palestina (OLP) y los países del sistema socialista, especialmente la Unión Soviética.[8] Finalmente destaca su reconocimiento por el apoyo político que la OLP recibe de los países de la Organización para la Cooperación Islámica, los Países No Alineados entre otros, que luchan por la libertad e independencia de Palestina.[8]
- La quinta conferencia se celebró en Ramallah durante el periodo comprendido entre el 21 y el 24 de mayo de 2009, bajo el lema “la unidad de la tierra y del pueblo bajo los auspicios de la Organización de Liberación de Palestina".[9] Partiendo de la importancia del papel de la mujer palestina en el mantenimiento de la unidad nacional, afirman la necesidad de continuar con ese esfuerzo para la restauración de dicha unidad.[9] Se firma el acuerdo "CEDAW", que elimina todas las formas de discriminación contra la mujer.[9] Asimismo, la conferencia pide una revisión completa de las leyes palestinas vigentes, especialmente la Ley del Estatuto Personal y el Código Penal, a fin de eliminar los obstáculos que limitan la posibilidad de que las mujeres participen plenamente en la construcción de la sociedad democrática palestina, destacando la importancia de seguir esforzándose para proteger a las mujeres a través de un sistema de leyes seguro que garantice sus derechos y responsabilice a sus agresores.[9] Además, la conferencia solicita la celebración de unas elecciones generales para el Consejo Nacional Palestino e insta a activar y desarrollar los órganos e instituciones de la Organización de Liberación de Palestina (OLP) para fortalecer su papel en el logro de los derechos inalienables del pueblo palestino.[9] Por otro lado, la conferencia condena los crímenes de guerra cometidos y que se siguen cometiendo por parte de las fuerzas de ocupación sionistas en la franja de Gaza,y pide al Consejo de Seguridad y todas las organizaciones de derechos humanos que pongan fin al asedio y a las violaciones de derechos humanos a la que están expuestos más de un millón y medio de ciudadanos palestinos.[9] Se pide a la OLP que forme un comité legal para seguir los casos que se presenten en los tribunales internacionales contra los crímenes de guerra cometidos por las fuerzas israelíes.[9] La conferencia también hace un llamamiento a la OLP y al gobierno libanés para empoderar a los refugiados palestinos.[9] La conferencia responsabiliza al consejo de administración de la  UGMP de trabajar de forma activa fortaleciendo las ramas del sindicato y el papel de la mujer en la patria, los campamentos y la diáspora, para que las mujeres palestinas, dondequiera que se encuentren, puedan contribuir a la vida nacional, tanto en términos de lucha contra la ocupación como en el apoyo a la firmeza nacional o en términos de potenciar el papel de la mujer y su posición en la sociedad, que le permite contribuir eficazmente en la vida política y social y levantar  todas las formas de injusticia contra las mujeres palestinas.[9]

## Obstáculos
Los primeros años la UGMP fue poco activa; además en el año 1967 el Gobierno jordano retiró su reconocimiento de la organización y prohibió su actividad bajo la premisa de que la organización participó en manifestaciones no autorizadas, en protesta contra el ataque israelí a la población de Samu’. Además, tras la Guerra de los Seis Días de 1967 y la ocupación israelí de los territorios, la UGMP cerró todas sus sedes en los Territorios Ocupados y pasó a ser una organización ilegal. Otro obstáculo al que se tuvo que enfrentar la asociación fue por un grupo feminista de EE. UU. que rechazaron su causa la cual condena la ocupación israelí como motivo de opresión de las mujeres palestinas, tachándola de antifeminista. No obstante, las Naciones Unidas si que reconoció que la ocupación es el “mayor obstáculo para el desarrollo de la mujer”.
Debido a la resistencia y lucha contra el sionismo, las activistas de la UGMP a menudo se enfrentan a duras represiones y detenciones, la más reciente de ellas fue el caso de Khitam Al-Saafin de 53 años,defensora de derechos de las mujeres y secretaria de la UGMP, que fue detenida en la madrugada del 2 de julio de 2017 durante una redada en su casa en la ciudad de Beitunia, al oeste de Ramallah, y condenada a 3 meses de prisión. Durante estos tres meses, Khitam continuó su activismo dentro de la prisión ayudando a las jóvenes prisioneras a preparar sus exámenes de secundaria.  El 1 de octubre del 2017, Khitam fue puesta en libertad tras 3 meses de condena.
A pesar de estas dificultades, la asociación continua sus actividades tanto dentro como fuera del territorio ocupado, en países como Siria, Líbano, Jordania, Argelia, Egipto o Irak.

## Actividades y logros
Entre las actividades más destacables de la organización se encuentran:
- A nivel nacional: la participación de la UGMP, a través de sus órganos, en los movimientos nacionales que se enfrentan a la ocupación y que buscan participar en la membresía de los Comités Nacionales de Acción junto con las fuerzas políticas y sociales; la representación del sector de mujeres palestinas y su contribución en la organización a través de programas y actividades; la formación de comités para defender a las prisioneras palestinas; la participación de la Unión en los comités para defender el derecho al retorno y arrojar luz sobre la realidad de las mujeres refugiadas y su sufrimiento como refugiadas tanto en el territorio ocupado como en el extranjero; la emisión de informes y notas periódicamente sobre la realidad de las mujeres arrestadas y el registro de las violaciones que se cometan contra las mujeres; la organización y difusión de campañas para boicotear los productos israelíes y la búsqueda de alternativas nacionales, árabes y amigables.[11]

- A nivel legal, la revisión de los textos legales que discriminan a la mujer, con el objetivo de exigir que se realicen de manera oportuna las modificaciones necesarias según el principio de igualdad entre todos los ciudadanos.[11]
- En cuanto a la Ley del Estatuto Personal: la preservación de la coalición formada por la unión con los centros de mujeres y de derechos humanos y la implementación de una ley de familia basada en el principio de igualdad plasmado en la Ley Fundamental, el Documento de Independencia y todas las referencias palestinas, y su presentación al presidente y al Primer Ministro.[11]
- Por lo que respecta al código penal: el trabajo en la tramitación de los textos legales con el fin de avanzar en las enmiendas legales apropiadas para asegurar la abolición de los que se conocen como los crímenes de “honor”, y la consideración de todo tipo de asesinato como delitos punibles por la ley. La organización de seminarios y reuniones de concienciación pública sobre las leyes en general y las leyes relacionadas con las mujeres en particular.[11]
- A nivel internacional: el fortalecimiento de las relaciones con las instituciones de mujeres árabes e instituciones internacionales en general; el fortalecimiento de la membresía sindical de líderes en la Unión Democrática Internacional y la Unión de Mujeres Árabes; la regulación de las relaciones con las organizaciones de las Naciones Unidas y sus misiones desplegadas en Palestina.[11]
- En el ámbito de los medios de comunicación: la eliminación de la imagen de la mujer palestina representada en los medios palestinos como víctima y reemplazarla por la imagen de la mujer que participa en el dominio público destacando sus roles y su participación política, social, cultural, educativa, y destacar sus aspiraciones por la liberación, la democracia y la igualdad; cubrir animadamente las actividades y eventos de la Federación a través de los medios locales; Invitar a mujeres académicas de las universidades a reflexionar sobre los problemas de la mujer y los medios de comunicación, y contribuir a enriquecer el programa mediático, cultural y literario de la Unión; organizar una base de datos sobre prisioneras y deportadas palestinas que documente el número de hogares destruidos, nacimientos y muertes en los puestos de control, y sobre la realidad educativa y económica de las mujeres palestinas.[11]

## Activismo en la actualidad
Para difundir su activismo, la organización, además de organizar seminarios, charlas y reuniones en las distintas sedes localizadas en Cisjordania, la Franja de Gaza, Líbano, Jordania, Argelia, Egipto e Irak, posee una página web donde difunde información actualizada de la organización, de sus logros y sus proyectos. Además, posee un canal de YouTube donde se exponen entrevistas con sus activistas, charlas y conferencias que tratan aquellas cuestiones que afectan a la mujer palestina. Un tema actual que cubre el canal en la actualidad es sobre el COVID19 y como este afectó a la situación de la mujer palestina en el mercado laboral, y sobre la búsqueda de soluciones al respecto. Se puede decir que es un canal actualizado pues aborda temas actuales. Gracias a la nueva tecnología ha conseguido expandirse para que la voz de las mujeres palestinas llegue a todas las partes del mundo.